# Dynöronblomfluga
Dynöronblomfluga (Pelecocera lusitanica) är en tvåvingeart som först beskrevs av Josef Mik 1898.  Dynöronblomfluga ingår i släktet öronblomflugor, och familjen blomflugor. Enligt den finländska rödlistan är arten nära hotad i Finland. Enligt den svenska rödlistan är arten starkt hotad i Sverige. Arten förekommer på Gotland och Öland. Artens livsmiljö är sandstränder vid Östersjön.